# Manoir de Saint-Christophe
Le manoir de Saint-Christophe est un bâtiment vaudois situé sur le territoire de la commune de Champvent, en Suisse.

## Histoire
L'ancien village paroissial de Saint-Christophe était dominé, jusqu'au XVe siècle, par une église et une cure. Après l'invasion bernoise et l'introduction de la Réforme protestante, l'ensemble est acheté en 1542 par Jost de Diesbach, alors bailli d'Yverdon et notable bernois. Il transforme l'église en four et la cure en manoir qui gardera le nom du lieu. La propriété resta dans la famille Diesbach, puis par descendance et alliance dans les familles von Steiger et Thormann jusqu’à la revolution vaudoise. Jean-Christophe Thormann adressa une demande au gouvernement bernois d'instaurer Saint-Christophe comme commune indépendante, demande acceptée sous certaines conditions. Ces conditions n'ayant pu être remplies, le manoir et le hameau environnant sera rattaché à la commune de Mathod, puis dès le 8 juin 1811, à Champvent.
Le manoir est inscrit comme biens culturels suisses d'importance nationale.

## Biographie
- Charles-Eugène Guye, Saint-Christophe sur Champvent, Genève, 1941